# Smolańska Struga
Smolańska Struga (górny bieg: Borycka Struga, pot. t. Struga) – struga w północno-wschodniej Polsce (województwo warmińsko-mazurskie), dopływ Łyny.
Górny bieg strugi do miejscowości Smolanka, nosi nazwę Borycka Struga.
Posiada trzy dopływy, wszystkie lewobrzeżne:
- Rogielkajmy,
- Korytki,
- Wodukajmy,

Główne wsie i miasta leżące nad Smolańską Strugą:
- Ostre Bardo,
- Boryty,
- Smolanka,
- Sępopol.